# El Machete
Le journal El Machete (La Machette en espagnol) est fondé en 1924.
Il est d’abord le journal de l’union des travailleurs techniques, peintres et sculpteurs du Mexique, avant de devenir l’organe du parti communiste mexicain le 1er mai 1925. Diego Rivera, David Alfaro Siqueiros, Jose Clo Orozco et Xavier Guerrero font partie de son équipe dirigeante. Entre 1929 et 1936, il est publié clandestinement.
Le journal portait comme sous-titre "périodique ouvrier et paysan".
Il bénéficie de la collaboration d’artistes de valeur comme Tina Modotti, d’origine italienne, qui lui fournit des photos, importantes pour sa diffusion dans une population encore largement illettrée.